# وفاء الصدر
وفاء الصدر هي مديرة المركز الدولي لبرامج رعاية وعلاج الإيدز (ICAP) ومديرة مركز البحوث الوبائية للأمراض المعدية في كلية ميلمان للصحة العامة بجامعة كولومبيا. الصدر أيضاً أستاذة جامعي بجامعة كولومبيا.

## المسيرة المهنية والإنجازات
من عام 1988 إلى عام 2008 حيث ساعدت في تطوير برنامج فيروس نقص المناعة البشرية / الإيدز والسل. قادت عدداً من الدراسات البحثية والبرامج الممولة من المنح من خلال تمويل من المعاهد الوطنية للصحة، والمراكز الأمريكية لمكافحة الأمراض والوقاية منها، والوكالة الأمريكية للتنمية الدولية، وإدارة الموارد والخدمات الصحية، ومديريات الصحة في ولاية نيويورك ومدينة نيويورك وكذلك المؤسسات الخاصة.
من خلال العمل مع عميد كلية ميلمان للصحة العامة بجامعة كولومبيا آلان روزنفيلد، ساعدت الصدر في تأسيس مبادرة MTCT-Plus وهو برنامج عالمي يهدف إلى تزويد النساء وأسرهن بالخدمات المرتبطة بفيروس نقص المناعة البشرية. يغطي ICAP ثلاث عشرة دولة في أفريقيا جنوب الصحراء الكبرى.
ركزت جهودها مؤخراً على تسليط الضوء على التأثير المستمر لفيروس نقص المناعة البشرية في الولايات المتحدة وإنشاء مجموعة عمل للوقاية المنزلية ضمن شبكة تجارب الوقاية من فيروس نقص المناعة البشرية الممولة من المعاهد الوطنية للصحة.
في عام 2008 تم تسمية الصدر كزميل لمؤسسة جون دي وكاثرين تي ماك آرثر. في عام 2009 صنفت مجلة رولينج ستون الصدر في قائمتها «100 شخص يغيرون أمريكا.» وفي نفس العام تم اختيارها كواحدة من ساينتفك أميركان 10: توجيه العلم في سبيل الإنسانية. وهي أيضاً عضو في معهد الطب التابع للأكاديميات الوطنية. سمت مجلة يوتني ريدر في عام 2009 الصدر كواحدة من ذوي الرؤية الخمسين الذين يصنعون الفرق في العالم.
الصدر هو عضو في لجان التخطيط العلمي للمؤتمر الدولي لجمعية الإيدز في فيينا (2010) ومؤتمر الفيروسات التقهقرية والعدوى الانتهازية (CROI, 2010). وهي حالياً عضو في الفريق الاستشاري التقني المعني بالسل لمنظمة الصحة العالمية وعضو مجلس إدارة مجلس السكان. عملت كعضو في اللجنة الاستشارية لمكافحة الفيروسات التابعة لإدارة الغذاء والدواء الأمريكية،. والمجلس الاستشاري للقضاء على السل في المراكز الأمريكية لمكافحة الأمراض والوقاية منها. كما عملت أيضاً على لوحة أمفار. هوي زميلة جمعية الأمراض المعدية الأمريكية وترأست سابقاً لجنة السل التابعة لها.
تحمل الصدر درجة طبية من جامعة القاهرة في مصر ودرجة الماجستير في الصحة العامة في علم الأوبئة من كلية كولومبيا ميلمان للصحة العامة وشهادة ماجستير في الإدارة العامة من كلية جون إف كينيدي للعلوم الحكومية بجامعة هارفارد. وهي حاصلة على شهادة البورد في الطب الباطني والأمراض المعدية.